# Verbandsgemeinde Treis-Karden

Lage der Verbandsgemeinde im Landkreis Cochem-Zell

Die Verbandsgemeinde Treis-Karden war eine Gebietskörperschaft im Landkreis Cochem-Zell in Rheinland-Pfalz. Der Verbandsgemeinde gehörten 17 eigenständige Ortsgemeinden an, der Verwaltungssitz war in der namensgebenden Ortsgemeinde Treis-Karden.
Die Verbandsgemeinde Treis-Karden wurde per Landesgesetz vom 22. November 2013 zum 1. Juli 2014 aufgelöst. Gleichzeitig wurden ihre Ortsgemeinden Lieg, Lütz, Moselkern, Müden (Mosel), Pommern und Treis-Karden in die Verbandsgemeinde Cochem, ihre Ortsgemeinden Binningen, Brieden, Brohl, Dünfus, Forst (Eifel), Kail, Möntenich und Roes in die Verbandsgemeinde Kaisersesch und ihre Ortsgemeinden Lahr, Mörsdorf und Zilshausen in die Verbandsgemeinde Kastellaun im Rhein-Hunsrück-Kreis eingegliedert.

## Verbandsangehörige Gemeinden
| Ortsgemeinde                  | Fläche (km²) | Einwohner |
| ----------------------------- | ------------ | --------- |
| Binningen                     | 6,66         | 690       |
| Brieden                       | 4,40         | 131       |
| Brohl                         | 5,88         | 378       |
| Dünfus                        | 3,25         | 307       |
| Forst (Eifel)                 | 3,93         | 370       |
| Kail                          | 6,15         | 291       |
| Lahr                          | 3,60         | 180       |
| Lieg                          | 9,69         | 405       |
| Lütz                          | 5,48         | 344       |
| Möntenich                     | 4,08         | 133       |
| Mörsdorf                      | 17,37        | 620       |
| Moselkern                     | 4,73         | 579       |
| Müden (Mosel)                 | 7,50         | 663       |
| Pommern                       | 5,65         | 436       |
| Roes                          | 6,74         | 504       |
| Treis-Karden                  | 31,33        | 2.260     |
| Zilshausen                    | 6,63         | 293       |
| Verbandsgemeinde Treis-Karden | 133,09       | 8.584     |

(Einwohner am 31. Dezember 2012)

## Bevölkerung
Die Entwicklung der Einwohnerzahl bezogen auf das ehemalige Gebiet der Verbandsgemeinde Treis-Karden; die Werte von 1871 bis 1987 beruhen auf Volkszählungen:
| Jahr | Einwohner |
| 1815 | 6.087     |
| 1835 | 8.383     |
| 1871 | 8.751     |
| 1905 | 9.149     |
| 1939 | 8.947     |
| 1950 | 9.749     |

| Jahr | Einwohner |
| 1961 | 9.712     |
| 1970 | 9.953     |
| 1987 | 9.128     |
| 1997 | 9.313     |
| 2005 | 9.164     |
| 2010 | 8.617     |

## Politik

### Verbandsgemeinderat
Der Verbandsgemeinderat Treis-Karden bestand aus 24 ehrenamtlichen Ratsmitgliedern und dem hauptamtlichen Bürgermeister als Vorsitzendem.
Die Sitzverteilung im Verbandsgemeinderat war bis 2014:
| Wahl | SPD | CDU | FDP | Gesamt   |
| ---- | --- | --- | --- | -------- |
| 2009 | 7   | 15  | 2   | 24 Sitze |
| 2004 | 5   | 17  | 2   | 24 Sitze |

### Bürgermeister
- 1985–2007:[4] Manfred Schnur, heute Landrat des Kreises Cochem-Zell
- 2007–2011:[4] Albert Jung, heute Bürgermeister der VG Kaisersesch
- 2011–2014:[4] Manfred Führ